# 里奧格蘭德 (南里奧格蘭德州)
32°2′6″S 52°5′55″W / 32.03500°S 52.09861°W

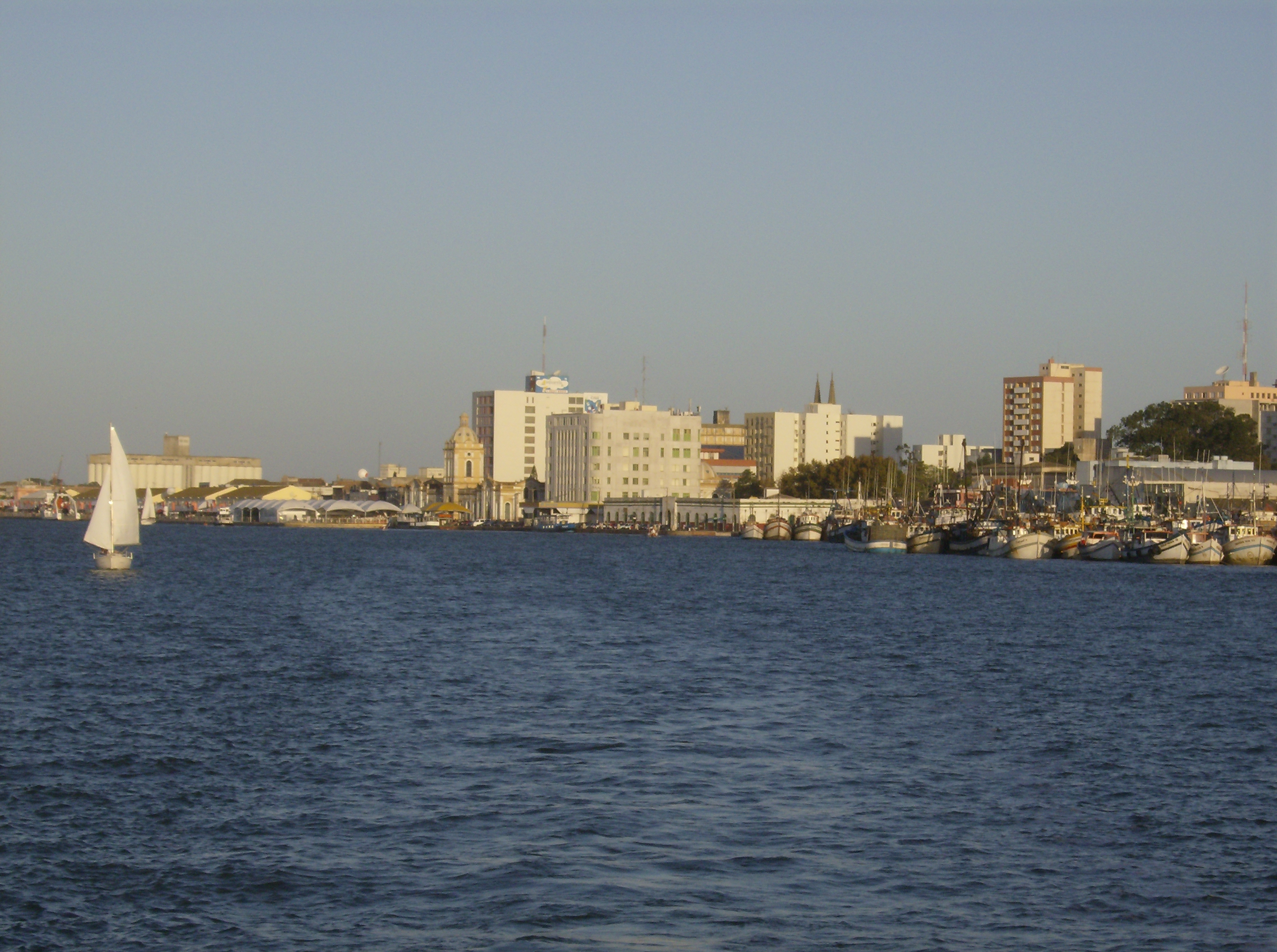

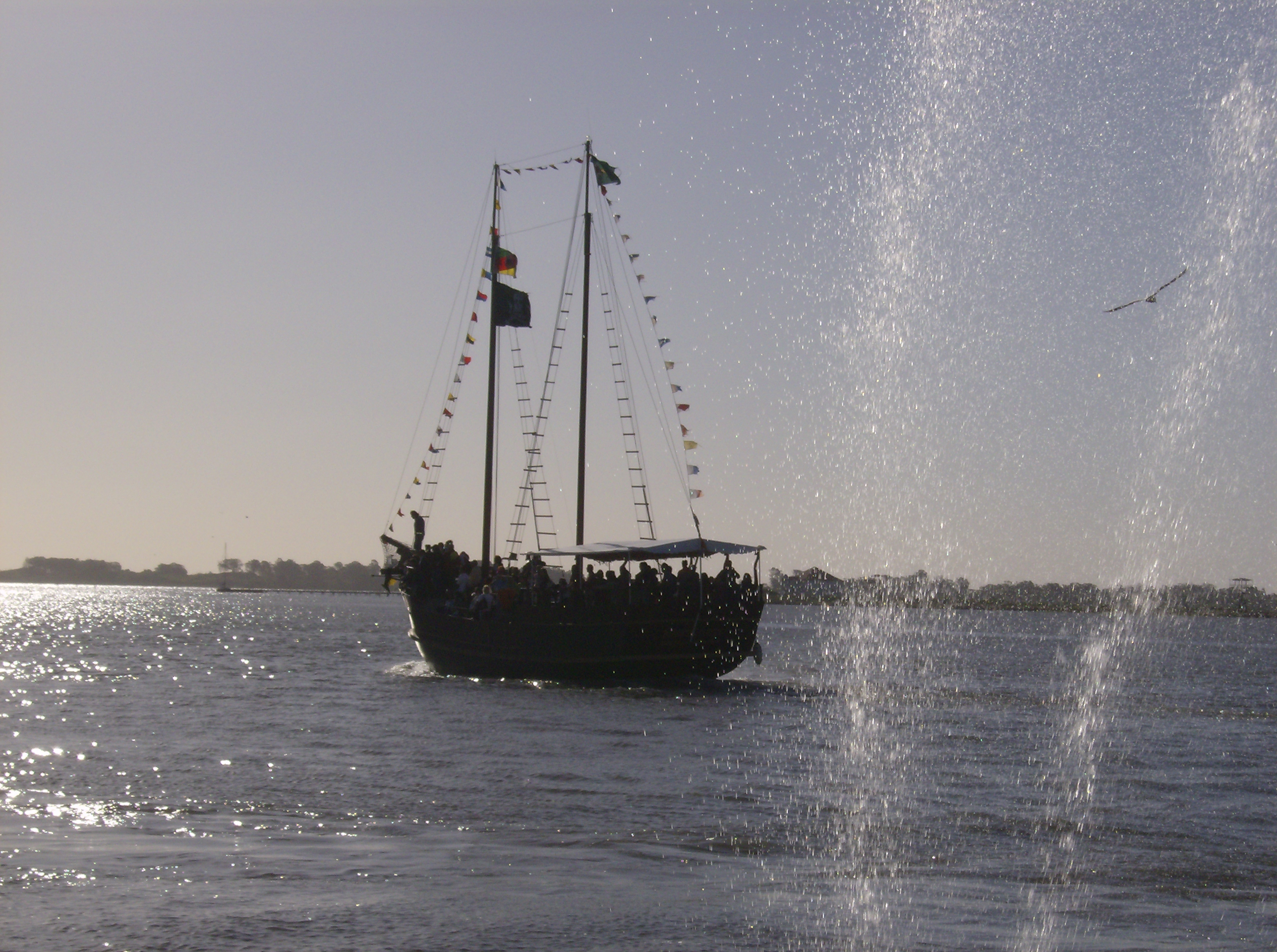

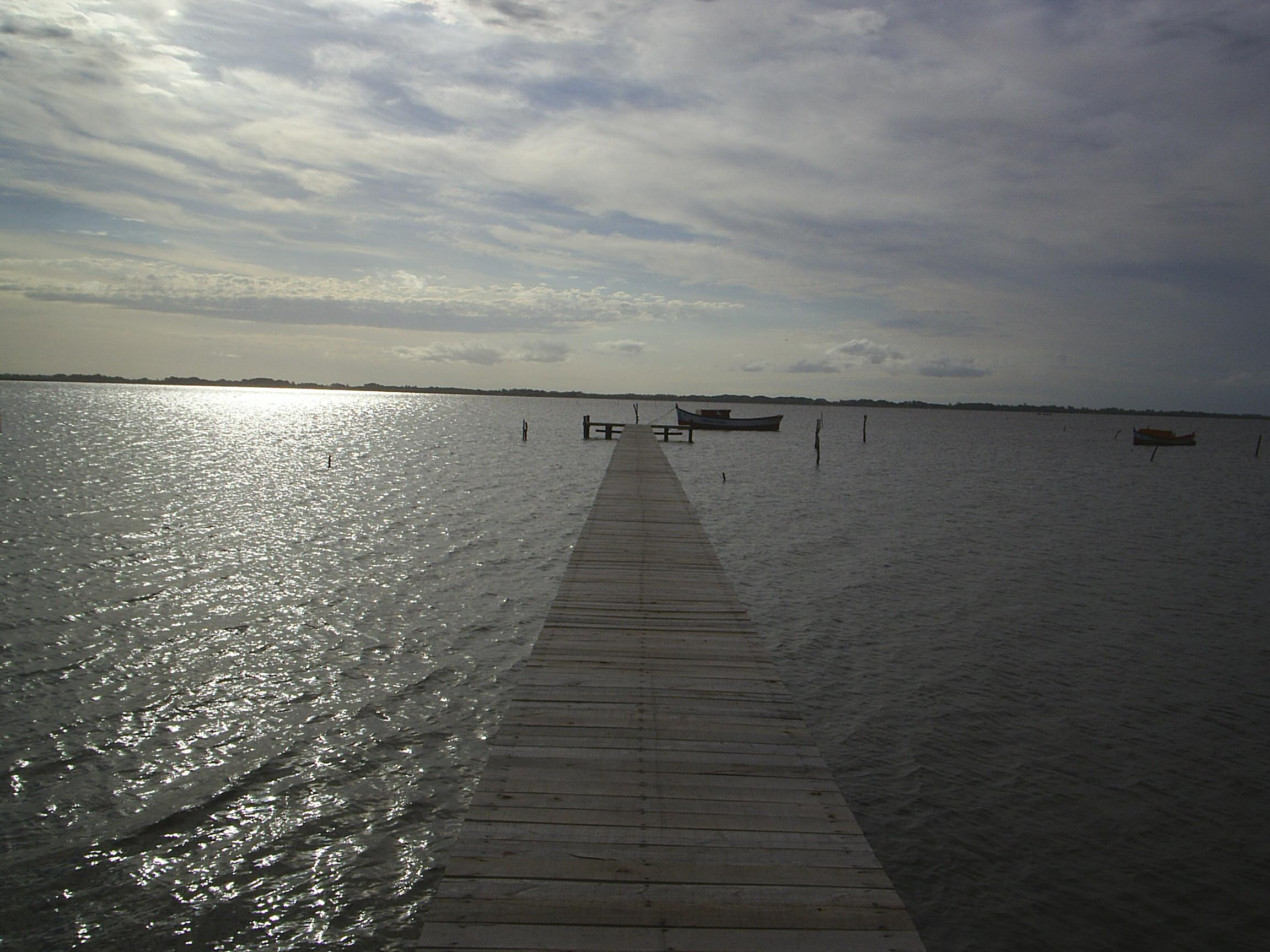

里奧格蘭德（葡萄牙語：Rio Grande）是巴西的城鎮，位於該國南部，由南里奧格蘭德州負責管轄，始建於1737年2月19日，面積2,817平方公里，海拔高度1米，2014年人口207,036，人口密度每平方公里73.48人。